# Soprano sfogato
Il soprano sfogato è un contralto o un mezzosoprano che è capace, per pura industriosità o per talento naturale, di estendere la propria gamma superiore e di essere in grado di comprendere la tessitura del soprano di coloratura. Un soprano "naturale" esteso verso l'alto è talvolta chiamato soprano assoluto.

## Origine
All'inizio dell'Ottocento, così come nei periodi barocco e classico, le distinzioni tra le voci non erano basate tanto sulla gamma quanto sulla tessitura e sul timbro della voce. C'erano due gruppi principali: soprano e contralto. La loro gamma era spesso sfocata, facendo più affidamento sulla tessitura per interpretare ruoli diversi nell'opera. Nel bel canto italiano, il soprano non aveva note estremamente alte effettivamente scritte (spesso solo in Si5 o nel Do bemolle acuto) e non è stato che fino al tipo "usignolo" di soprani come Jenny Lind, Fanny Persiani, Adelina Patti e i suoi imitatori che la fine della cabalette in un Mi6 o Mi bemolle6 con climax crescente divenne tradizionale come lo era nel grand opéra francese che divenne così popolare quando Rossini si trasferì a Parigi. I cantanti invece eseguivano ornamenti superiori al Do6 ma in modo leggero e veloce come si faceva ancora nei periodi classico e barocco. Il virtuosismo veniva dimostrato da una rapida agilità argentea, cambiamenti nel registro e nella tessitura, perfetto controllo delle dinamiche e della colorazione tonale, non con note acute come un registro di fischio (o emissione di fischio).
I contralti, invece, iniziarono ad essere più utilizzati nelle opere del belcanto di Rossini, ad esempio, e ad assumere ruoli in sostituzione dei castrati che a quel tempo erano quasi estinti, ed i compositori chiedevano una gamma spesso fino al Si5. Questo cambio di richiesta di voce avrebbe dato vita al soprano sfogato o assoluto.
Queste voci avevano in comune con quelle dei più grandi castrati la capacità di cantare tessiture ampiamente contrastanti, segmenti che andavano bene sia per il contralto che per il soprano acuto.

## Caratteristiche
Per definizione, il soprano sfogato è legato al contralto. Possiede un timbro scuro con un registro basso ricco e forte, così come le note alte di un soprano e occasionalmente un soprano di coloratura. Queste voci sono tipicamente forti, drammatiche e agili, supportate da un'ottima tecnica belcantistica e da una capacità di cantare nella tessitura del soprano così come nella tessitura del contralto con grande facilità, come si diceva di Giuditta Pasta.
Testimonianze dell'epoca ci dimostrano il difetto principale del soprano sfogato era la mancanza di omogeneità nella voce, cosa così apprezzata ai tempi di Mozart. Da non confondere con il mezzosoprano, il quale si trova tra il soprano e la voce di contralto, e si differenzia sia per la tessitura che per il colore vocale. I ruoli di contralto realizzati per soprano sfogato sono solitamente cantati da mezzosoprani, poiché i contralti veri sono scarsi.

## Esponenti
Il termine ''soprano sfogato'' compare nell'epoca del belcanto dell'Ottocento, periodo in cui si esibivano i suoi maggiori esponenti. Tra questi: Isabella Colbran, Giuditta Pasta, Maria Malibran, Giuseppina Ronzi de Begnis, Wilhelmine Schröder-Devrient, Mary Ann Paton (Mrs. Wood), Giuseppina Strepponi, Emma Calvé, Marianne Brandt, Félia Litvinne, tra gli altri. Un altro esempio è stata Pauline Viardot, che ha alternato ruoli di soprano e contralto.
Nel XX secolo l'esponente principale di questa categoria di voci è stata Maria Callas che aveva una gamma di Fa diesis al di sotto del Do centrale fino all'ottava sopra il rigo degli acuti, da Sol5 a Fa6. Ha cantato brani di ruoli per mezzosoprano, tra cui Cenerentola e Dalila nelle tonalità originali e anche molti dei ruoli associati al soprano sfogato, come Medea, Armida, Norma, Anna Bolena, Amina, Abigaille e Lady Macbeth.

## Ruoli
Altri ruoli associati a questo tipo di voce sono Elisabetta in Roberto Devereux, Gemma di Vergy, Reiza in Oberon di Carl Maria von Weber.
I requisiti comuni per i ruoli associati a questo tipo di voce sono:
- tessitura ampiamente varia in tutto il ruolo, segmenti estesi che si trovano bene nella tessitura del mezzosoprano basso o contralto e segmenti che si trovano nella tessitura del soprano acuto
- una gamma che si estende almeno fino al Si basso e almeno fino al Si acuto con almeno un tono intero richiesto in entrambe le estremità
- fioritura (coloratura) cantando nel più intricato stile belcantista
- canto florido combinato con una carica eroica
- un suono pesante o denso nella gamma inferiore
- potenza vocale su un energico accompagnamento orchestrale

I maggiori esponenti del tipo vocale del soprano sfogato hanno saputo cantare sia ruoli di soprano che di contralto: Giuseppina Ronzi de Begnis è stata la prima Elisabetta nel Devereux, oltre a Norma ha interpretato anche il Romeo di Bellini; Isabella Colbran ha cantato sia Armida che Desdemona nell'Otello di Rossini così come il ruolo di contralto di Nina di Paisiello e le eroine soprano di Mozart; Giuditta Pasta ha originato Anna Bolena, Norma e La Sonnambula oltre a cantare La Cenerentola, Tancredi, Arsace, Cherubino e Romeo.

## Varianti di soprano
Nel corso dell'evoluzione del melodramma, la mescolanza di questi tipi e l'affermarsi di nuove tendenze ha dato luogo a ulteriori sottocategorie:
- Soprano soubrette
- Soprano lirico-leggero
- Soprano lirico-drammatico (o lirico-spinto)
- Soprano drammatico
- Soprano drammatico d'agilità
- Soprano Falcon
- Soprano wagneriano
- Soprano assoluto